# Капшойла
Ка́пшойла (карел. Kapšoilu) — деревня в составе Олонецкого городского поселения Олонецкого национального района Республики Карелия.

## Общие сведения
Расположена на берегу реки Олонка на автодороге Олонец — Вяртсиля.
В результате сокращения населения в 1957 году к Капшойле были присоединены деревни Гиттойла, Заостровье, Копкила, Майжево и Морепучево.

## Население
| 2002 | 2009 | 2010 | 2013 |
| ---- | ---- | ---- | ---- |
| 102  | ↘93  | ↘84  | ↘74  |